# TYC 7037-89-1
TYC 7037-89-1 (auch TIC 168789840 genannt) ist ein 1900 Lichtjahre entferntes Mehrfachsternsystem im Sternbild Eridanus. Eine Besonderheit ist, dass es sich hierbei um das erste jemals gefundene Sechsfach-Stern-System handelt, bei dem alle Sterne an Finsternissen beteiligt sind.

## Besonderheiten
Das System besteht aus drei Doppelsternen, die wir abwechselnd voreinander vorbeiziehen sehen, weil deren Umlaufbahnen in unsere Sichtlinie gekippt sind. Dadurch entstehen Sonnenfinsternisse, von denen jede eine Auswirkung auf die Gesamthelligkeit des Systems hat. 
Die Doppelsterne werden mit A, B und C bezeichnet. A und C umkreisen sich ca. alle vier Jahre, wobei die Mitglieder-Sterne dieses Systems nur anderthalb Tage brauchen, um sich gegenseitig zu umrunden. Die Sterne des B-Systems benötigen ungefähr acht Tage um sich zu umkreisen, aber für eine Umkreisung der inneren Systeme 2000 Jahre, was daran liegt, dass das Paar viel weiter entfernt ist.
Die Primärsterne aller drei Systeme (System A, B und C) sind alle etwas massereicher und größer als unsere Sonne und haben etwa dieselbe Temperatur, wobei die Sekundärsterne alle etwa halb so groß und ein Drittel so heiß sind wie die Sonne.

## Entdeckung
TYC 7037-89-1 wurde von einem internationalen Team unter der Leitung des Astrophysikers Vesselin Kostov von Goddard und des Wissenschaftlers Brian P. Powell mithilfe von Daten des Transiting Exoplanet Survey Satellite (abgekürzt TESS) der NASA entdeckt.